# Vedran Bosnić
Vedran Bosnić (Sarajevo, 4 juni 1976) is een Bosnisch-Zweeds voormalig basketballer en huidig basketbalcoach.

## Carrière
Bosnić kon op vijftienjarige leeftijd ontsnappen uit Sarajevo net enkele dagen voor de oorlog startte. Hij speelde voor verschillende ploegen doorheen Europa; zoals KB Bashkimi en KB Peja (Kosovo); Os Belenenses Basquetebol (Portugal); KK Sloboda, KK Vogošća en KK Bosna (Bosnië en Herzegovina); MAFC en Soproni KC (Hongarije); BC Rytas Vilnius (Litouwen); KK Šibenik (Kroatië).
Hij speelde in het seizoen 2004/05 voor het Poolse Astoria Bydgoszcz. In 2006 tekende hij een contract bij de Zweeds ploeg Sallén Basket hij kwam over van KK Grude, aan het eind van het seizoen kreeg hij geen nieuw contract. Hij ging daarop spelen voor Södertälje BKK, na een laatste seizoen bij deze club besluit hij te stoppen als speler.
Hij begint meteen daarna als assistent-coach bij Södertälje BKK, na twee jaar slaagt hij erin zich op te werken tot hoofdcoach. Hij blijft er aan de slag tot in 2017, in die tijd weet hij vier keer Zweeds landskampioen te worden en wordt vijf keer coach van het jaar. Van 2014 tot 2018 was hij ook de bondscoach van Zweden, hij was al eerder voor de jeugdploegen van weden actief. In 2018 neemt hij de taak van bondscoach van Bosnië en Herzegovina op zich tot in 2022. Tussen 2017 en 2019 is hij aan de slag bij de Zwitserse club Lions de Genève waarmee hij de beker en twee keer de supercup wint. Sinds 2019 is hij aan de slag bij de Belgische club Union Mons-Hainaut, in 2021 werd hij uitgeroepen tot coach van het jaar en verlengde zijn contract. Hij bleef coach tot het einde van het seizoen 2024/25.
Voor het seizoen 2025/26 werd hij hoofdcoach van de Hongaarse eersteklasser Szolnoki Olajbányász.

## Erelijst
- Zweeds landskampioen: 2013, 2014, 2015, 2016
- Zweeds coach van het jaar: 2011, 2012, 2013, 2014, 2015
- Zwitsers bekerwinnaar: 2019
- Zwitsers supercup: 2017, 2018
- Belgisch coach van het jaar: 2021